# Бакен, Пердита
Пердита Кэролайн Бакен (англ. Perdita Caroline Buchan, род. 16 декабря 1940) — англо-американская писательница и журналистка.
Как писатель она использует свою девичью фамилию, но также известна под именем Пердиты Бакен Коннолли.

## Семья и ранние годы
Бьюкен родилась в 1940 году и была старшим ребёнком англо-шотландского писателя Уильяма Бакена (1916–2008), который более пятидесяти лет спустя стал бароном Твидсмуром, от первого брака в 1939 году с Нестой Ирен Крозье (1918–2009), дочерью Чарльза Дарли Крозье, адвоката. Её родители развелись в 1946 году. Со стороны отца у неё четыре сводных сестры и три сводных брата, в том числе Джон Бакен, 4-й барон Твидсмур, писатель Джеймс Бьюкен и Урсула Бьюкен, обозреватель The Daily Telegraph по садоводству. Со стороны матери у неё есть ещё сводная сестра Валери Гарднер и сводный брат Родон Перри, ныне покойный. Другим её дедом был политик и писатель Джон Бакен, занимавший пост генерал-губернатора Канады. Среди предков её отца король Генрих VII, первый герцог Аргайл, и лорд Бьют, британский премьер-министр XVIII века.
Половинная фотография Бакен в возрасте одного месяца с матерью находится в Национальной портретной галерее в Лондоне. После развода мать Бакен вышла замуж во второй раз за Ричарда Парри (1916–1989), морского офицера, получившего образование в Гарварде, затем работавшего в Лондоне в Морской комиссии США, а затем переехала с дочерью в Соединённые Штаты. Они поселились в Честнат-Хилл, Филадельфия, где у Несты Парри было ещё двое детей, и на момент её смерти она все ещё жила там.

## Жизнь
Приехав в США в детстве, Бакен жила в Честнат-Хилл, Филадельфия. Для получения образования в колледже она пошла в Рэдклифф, где её предметом был английский язык, а на первом курсе она выбрала стрельбу из лука в качестве обязательного вида спорта. Она получила высшее образование в 1962 году, а её первая книга «Девушка с зеброй» была опубликована в 1966 году. Это хорошо встреченный критикой роман кампуса, его главные герои — Эмили и Блейз, студенты Рэдклиффа и Гарварда, которые влюбляются, пока Эмили присматривает за зеброй на биологическом факультете. Эпизод насилия приводит к исчезновению Эмили и зебры. После этого Бакен писала рассказы для The New Yorker. С 1972 по 1974 год она была научным сотрудником Института Бантинга по творческому письму, а затем преподавала писательскую программу в Ратгерского университета.
В ноябре 1968 года Бакен вышла замуж за Эдварда Коннолли, и у них родилась дочь Крессида. Они с Коннолли развелись в 1977 году.
В 2003 году она жила в Оушен-Гроув, штат Нью-Джерси. Она также жила в Конкорде, штат Массачусетс, и является попечителем фонда Whitesbog Preservation Trust.
Её «Утопия, Нью-Джерси: путешествия в ближайший Эдем» (2007) представляет собой исследование восьми утопических сообществ в штате Нью-Джерси в XIX веке и первой половине XX века.

## Избранные публикации
- Girl with a Zebra (Scribner's, 1966)
- Called Away (Little, Brown, 1980)
- "'Cliffe Notes: a nostalgic look at a bygone world" в Harvard Magazine датировано May/June 2002
- Utopia, New Jersey: Travels in the Nearest Eden (Rutgers University Press, 2007)